# NGC 1712
NGC 1712 (другое обозначение — ESO 56-SC11) — звёздная ассоциация в созвездии Золотой Рыбы, находящаяся в Большом Магеллановом Облаке. Открыта Джеймсом Данлопом в 1826 году.
Этот объект входит в число перечисленных в оригинальной редакции «Нового общего каталога».
Скопления NGC 1712, NGC 1722 и NGC 1727 связаны с одной туманностью. В отличие от NGC 1722 и NGC 1727, которые Джон Гершель наблюдал три раза, NGC 1712 наблюдалось им только один раз. Координаты объекта из разных источников не очень хорошо согласуются.